# Octinodes thoracicus
Octinodes thoracicus is een keversoort uit de familie van de kniptorren (Elateridae). De wetenschappelijke naam van de soort werd in 1918 gepubliceerd door Edmond Fleutiaux.